# Поминаевка (Пензенская область)
Поминаевка — село в Башмаковском районе Пензенской области России. Входит в состав Бояровского сельсовета.

## Население
| 1862 | 1883 | 1897 | 1913  | 1926  | 1934  | 1959 |
| ---- | ---- | ---- | ----- | ----- | ----- | ---- |
| 773  | ↗875 | ↗904 | ↗1265 | ↗1266 | ↘1216 | ↘772 |
| 1979 | 1989 | 1996 | 2002  | 2010  |       |      |
| ↘363 | ↘194 | ↘155 | ↘90   | ↘15   |       |      |

## История
Основано в 1-й половине XIX в. в нарышкинской вотчине Громовской волости Моршанского уезда. До отмены крепостного права жители деревни Поминайка принадлежали Эммануилу Дмитриевичу Нарышкину. С 1934 г. в селе располагались центральные усадьбы колхозов «На страже», «Красный пахарь», имени Ворошилова. С 1955 г. в составе Боярского сельсовета. С 1980-х годов становится отделением совхоза «Вперёд».

## Улицы
В селе три улицы: Ворошилова, Красный Пахарь и Чапаева.